# Jan Maillard
Jan Maillard (1960) is een Belgisch televisieprogramma- en theatermaker. Na een opleiding als danser aan het SIB en beeldhouwen aan de Antwerpse Academie begon hij begin jaren tachtig als poppenmaker en scenograaf te werken. Vanaf de jaren negentig combineerde hij dit met scenarioschrijven en regie.

## Carrière
Hij ontwierp decors, kostuums, poppen en maskers voor onder meer Blauwe Maandag Compagnie, Koninklijke Vlaamse Opera, Ballet Van Vlaanderen, Toneelhuis, Zuidelijk Toneel, Ultima Vez en FC Bergman.
Hij deelt de artistieke leiding van Theater Froe Froe met zijn broer Marc Maillard en creëerde producties als Roodkapje, Aliceke, Macbeth, Bosman en de Vijand, Midzomernachtsdroom, Fausto en Grietje. Theater Froe Froe won de Vlaamse Cultuurprijs voor Jeugdtheater in 2006.
Jan Maillard is de geestelijk vader van Bumba. Hij produceerde de televisiereeks en verkocht zijn creatie aan Studio 100 die het vrolijke clowntje commercialiseerde. Bumba werd een internationaal succes.
Voor televisie bedacht, schreef en produceerde hij De grote boze wolf show. Verder bouwde en bespeelde hij poppen voor televisieprogramma's. Onder andere voor De Bart Peeters Show, Het Liegebeest, Carlos en Co, Zeppe en Zikki, Kaatje en Kamiel, De Vliegende Doos, Urbanus, De Grote Boze Wolf Show, Bumba en Twini Pop.
Na Bumba maakte hij een nieuwe poppenreeks voor Studio100 TV: Twini Pop, de kleine ballerina.
De Grote Boze Wolf Show en Bumba werden allebei bekroond met de prijs van de Vlaamse Gemeenschap voor beste jeugdprogramma en de persprijs. Bumba werd ook laureaat van de Kinderkast-televisieprijzen in Nederland en de Prix de jeunesse in Frankrijk. In 2023 kreeg Jan Maillard de Boze Wolf Prijs voor zijn oeuvre.
Hij is ook actief als schilder en beeldhouwer.
- International Standard Name Identifier: 0000 0000 7745 9283
- Virtual International Authority File: 107559877